# Isochromodes circumscripta
Isochromodes circumscripta là một loài bướm đêm trong họ Geometridae.